# Исела Вега
Исела Вега (на английски: Isela Vega) е мексиканска актриса,  певица и автор на песни  и режисьор..

## Биография
Исела Вега е родена на 5 ноември 1939 година в Ермосильо, Сонора, Мексико. 

### Кариера
Исела Вега е избрана през 1957 г. за „Принцесата на карнавала“ в Ермосильо. Малко след това започва да работи като модел. През 1960 г. тя започва своята актьорска кариера,  която продължава до смъртта ѝ. Най-известната й роля е тази на Елита във филма на Сам Пекинпа „Донесете ми главата на Алфредо Гарсия“. Тя също така написва песента „Bennie's Song“, която се появява във филма. Впоследствие тя се снима гола за броя на списание „Плейбой“ през юли 1974 г.
Тя спечели пет награди „Ариел“, включително за „Черна вдовица“ (1977), „Законът на Ирод“ (1999) и „Донесете ми главата на Алфредо Гарсия“ (2017). 
През 1980-те години Вега прави своя дебют зад камерата, като пише, продуцира и режисира редица филми. Поканена е да изпее песните „Amanecí en tus brazos“ и „El Siete Mares“ във филма „Gringo mojado“ (1986). Като цяло тя участва в 150 филма. 
През май 2009 г., като признание за големия и принос за развитието на мексиканската филмова индустрия, Вега получава наградата „Сребърен ягуар“ на Международния филмов фестивал в Акапулко.

### Персонален живот
Исела Вега има син на име Артуро от певеца Алберто Васкес, с когото има краткотрайна проблемна връзка, но никога не се омъжва. Има и дъщеря Шаула,  която е актриса и танцьорка, от дългогодишната й връзка с актьора Хорхе Луке.  Vega died of cancer in Mexico City on March 9, 2021, at the age of 81.

### Смърт
Исела Вега почива от рак в Мексико Сити на 9 март 2021 г. на 81-годишна възраст. 

## Избрана филмография
| Година | Филм                                  | Оригинално заглавие                 | Роля | Режисьор    |
| ------ | ------------------------------------- | ----------------------------------- | ---- | ----------- |
| 1972   | Донесете ми главата на Алфредо Гарсия | Bring Me the Head of Alfredo Garcia | Бени | Сам Пекинпа |